# RTL Television
RTL (anteriormente: RTL Plus; alternativamente: RTL Television (1992-2001)) é um canal de televisão alemão, que faz parte da RTL Group.
Em Portugal, o canal está disponível por cabo na NOS, posição 229.

## Programas
- RTL aktuell
- Alarm für Cobra 11 – Die Autobahnpolizei
- Gute Zeiten, schlechte Zeiten
- Unter uns
- Alles was zählt
- Deutschland 83
- Wer wird Millionär?
- Deutschland sucht den Superstar
- Das Supertalent
- Let's Dance
- Ich bin ein Star – Holt mich hier raus!